# フラッシュバック (ゲーム)
『フラッシュバック』（英名：FLASHBACK）シリーズは、デルフィン・ソフトウェアが開発し、U.S. Goldより発売されたアクションアドベンチャーゲームである。日本では後年サンソフトより発売された。

## 概要
オリジナルはフランスのゲームメーカー、デルフィン・ソフトウェアによってAmiga用に開発され、後に多くの機種に移植された。横スクロールアクションゲームで、ゲームシステムとドット絵での非常に滑らかなアニメーションパターンが売りとなった。同社の作品『アウターワールド』（1991年）のゲームシステムの流れを汲んだシリーズ（シナリオや世界観の共通点は無い）で、デモ画面での演出は2Dポリゴンによるものとなっている。難易度はいわゆる洋ゲーと称されるゲームの例に漏れず、非常に高い難易度を誇る。ステージは全6ステージ。

## ストーリー
西暦2142年、銀河連邦調査局の調査員コンラッド・ハートは発明した分子濃度計測スコープの実験中、スコープに映し出された数値が通常より高い値を示している人間を発見する。それが密かに地球人に化けたエイリアンであることを突き止めたが、その直後に恋人のソニアは姿を消し、同時に何者かの監視の気配をも感じていた。身辺の危険を感じたコンラッドは事実を政府に通報するため、友人のイアンの元へ向かった。
だが、彼は気がつくとすべての記憶を失った状態で土星の衛星タイタンにいた。
やがて、彼はエイリアンが主催するテレビ番組「デスタワー」に参加し、なんとか生き残ってみせるが、その時点で地球のエイリアンの数は増えていた。

## 機種別の違い
本作は日本国内ではスーパーファミコンとメガドライブの2機種で発売されたが、ハード面等の違い等により微妙に差異がある。
- メガドライブ版は色数は少ないものの演算能力の高さが功を奏し、デモシーンのアニメーションが滑らか。
- 任天堂とセガでは表現規制のボーダーに違いがあり、SFC版では人型の敵の肌が緑に変更されている。
- 3DO版とメガCD（SEGA-CD）版（日本国内未発売）はデモシーンがよりリアルなものとなっている。

### リメイク版
2013年にオリジナル版を手がけたクリエイター達が再集結して制作されたリメイク版が、Xbox LIVE アーケードとPlayStation NetworkとWindows PCでのダウンロード配信専用ソフトとしてユービーアイソフトから発売された。
これとは別に、2018年8月9日から、Nintendo Switchにてサポート機能やアレンジモードなどが追加されたリマスター版が3gooから配信開始された。

## 開発

### オリジナル版
本作のディレクターを担当したポール・キュイセ曰く、本作は当初はメガドライブ用ソフトとして開発されていた。
また、『ブレードランナー』（1982年）や『トータル・リコール』（1990年）、『バック・トゥ・ザ・フューチャー』（1985年）などの映画や、フィリップ・K・ディック、フランク・ハーバート、オーソン・スコット・カードなどのSF作家に触発されて製作された。
キュイセはファミ通とのインタビューの中で、本作は開発チームにとって様々なアイデアを試す場だったと振り返っている。また、キュイセらの手元にはテンプレートと呼べるものがなく、すべて一から作り上げる必要があったため、当時の16ビットのゲームの中でも異質な仕上がりになったと彼は述べている。

### リマスター版
キュイセはリマスター版の開発に踏み切った理由として、本作がユニークなゲームプレイ体験を提供してくれることを挙げており、Nintendo Switchをプラットフォームに選んだ理由についてはレトロゲームの楽しさをプレイヤーに伝えるのに完璧である、とファミ通とのインタビューの中で述べている。
リマスター版の開発にあたり、オリジナル版のソースを元に、開発チームは1992年に発売されたバージョンを再現しており、グラフィックはパソコン向けに販売されていたバージョンとスーパーファミコン版を元にした。
プラットフォームの性能向上により、オリジナル版に存在していた技術的制約は解消できた一方、今日のコンピュータゲームの水準に合わせるのには苦労したと、キュイセはインタビューの中で振り返っている。
キュイセはオリジナル版の難易度の高さを認識している一方、難易度を変更するとゲームプレイに影響が出ると判断し、巻き戻し機能を導入した。

## スタッフ
- Amiga Version：ベノア・アロン、ティエリー・レヴァスト、ティエリー・ペロー
- プログラマー：ベノア・アロン、フィリップ・シャステル、ポール・キュイセ（英語版）、フレデリック・サヴォワール
- グラフィック・アーティスト：パトリック・ダヘア、ティエリー・レヴァスト、デニス・メルシエ、ティエリー・ペロー、クリスチャン・ロバート、ファブリス・ヴィセロ
- ハードウェア・エンジニア：ティエリー・ゲルトナー
- ストーリー：ポール・キュイセ
- レベル・デザイン：ポール・キュイセ、パトリック・ダヘア、デニス・メルシエ、フレデリック・サヴォワール、ファブリス・ヴィセロ
- 音楽：ジーン・ボードロ（英語版）、ラファエル・ゲスカ（英語版）、ファブリス・ヴィセロ
- サウンドFX：ベノア・アロン、フィリップ・シャステル、ポール・キュイセ、ファブリス・ヴィセロ
- 声優：ベノア・アロン、パトリック・ダヘア、ティエリー・レヴァスト、デニス・メルシエ、ティエリー・ペロー、クリスチャン・ロバート、ファブリス・ヴィセロ
- ビデオ・ディレクター：パトリック・ダヘア、ティエリー・ペロー、ファブリス・ヴィセロ
- ビデオ・コ・ディレクター：ティエリー・レヴァスト、デニス・メルシエ、クリスチャン・ロバート
- ビデオSFX：ポール・キュイセ、ティエリー・ペロー、ファブリス・ヴィセロ
- ディレクター：ポール・キュイセ

## 反響
ゲームクリエイターの須田剛一は本作のファンであると語り、特にゲーム中に職安に行き収入源を得てからミッションに臨んでいく、現実世界に即した面に感銘したという。自身が手掛けた『ノーモア★ヒーローズ』（2007年）のバイトミッションは本作に影響されて製作したと語っている。

### 評価
Amiga版
ダニエル・ロブソンは、1993年のベストゲームとして本作を取り上げており、美しくなめらかなロトスコープアニメーションや、繊細な手描きの背景、加えてアクションと謎解きを組み合わせたゲームプレイを評価している。また、ファミ通のローリング内沢も、Amiga版の美麗なグラフィックと強烈なSFの世界観に衝撃を受けたと語っている。
メガドライブ版
ゲーム誌『ファミコン通信』の「クロスレビュー」では、7・6・8・8の合計29点（満40点）、『メガドライブFAN』の読者投票による「ゲーム通信簿」での評価は以下の通り19.4点（満30点）となっている。また、1998年に刊行されたゲーム誌『超絶 大技林 '98年春版』（徳間書店）では、「キャラクタのアクションが非常に細かいのが特徴」と紹介されている。
| 項目 | キャラクタ | 音楽 | お買い得度 | 操作性 | 熱中度 | オリジナリティ | 総合 |
| 得点 | 3.5        | 2.8  | 2.8        | 3.2    | 3.4    | 3.7            | 19.4 |
スーパーファミコン版
- ゲーム誌『ファミコン通信』の「クロスレビュー」では、8・8・8・9の合計33点（満40点）でゴールド殿堂を獲得、レビュアーの浜村通信はキャラクター動作がブローダーバンドのパソコン用ソフト『プリンス・オブ・ペルシャ』（1989年）を彷彿させると主張し、その他のレビュアーからは『アウターワールド』（1991年）の続編である事が指摘され、前作と比較した上でローリング内沢は「内容は少し変わってしまったもののあの雰囲気はそのまま」、渡辺美紀は前作よりも親切設計であると肯定的に評価したが、ジョルジョ中治はゲームとしての完成度は高まっているが、粗削りであっても恐怖心を高める演出効果が欲しかったと不満点を挙げた。謎解きの部分に関して浜村は「パズルとしての歯ごたえも十分」、渡辺は難易度設定がある事に関してそれぞれ肯定的に評価したが、内沢はプレイヤーを突き放した内容であり、楽しめるかどうかは個人によると指摘した。

- ゲーム誌『ファミリーコンピュータMagazine』の読者投票による「ゲーム通信簿」での評価は以下の通り18.0点（満30点）となっている。また、1998年に刊行されたゲーム誌『超絶 大技林 '98年春版』（徳間書店）では、「キャラクタの動きがリアルに再現されている」と紹介されている。

| 項目 | キャラクタ | 音楽 | お買い得度 | 操作性 | 熱中度 | オリジナリティ | 総合 |
| 得点 | 3.0        | 3.1  | 2.7        | 2.9    | 3.2    | 3.1            | 18.0 |